# Rivière Lestage
Pour les articles homonymes, voir Lestage (homonymie).
La rivière Lestage est un affluent de la rive nord de la rivière Vachon, dont le courant se déverse successivement dans la rivière Arnaud, puis sur le littoral ouest de la baie d'Ungava. La rivière Lestage coule sur le plateau de l'Ungava, dans la toundra arctique, dans le territoire non organisé de Rivière-Koksoak, de la région du Nunavik, dans la région administrative du Nord-du-Québec, au Québec, au Canada.
Le territoire de la rivière relève de l’Administration régionale Kativik. Ce territoire se situe dans la province naturelle de la péninsule d'Ungava.

## Géographie
Les principaux bassins versants voisins de la rivière Lestage sont :
- côté nord : rivière Buet, lac Nantais ;
- côté est : rivière Vachon, rivière Arnaud ;
- côté sud : lac Klotz, rivière Lepellé, rivière Arnaud ;
- côté ouest : rivière Lepellé.

La rivière Lestage prend sa source d'un lac sans nom (altitude :), situé au sud du lac Nantais et au nord-est du lac Klotz.
La rivière Lestage coule en partie plus ou moins en parallèle (côté nord-est) à la rivière Lepellé. Son cours se dirige généralement vers le sud-est jusqu'à son embouchure sur la rive nord de la rivière Arnaud.

## Toponymie
Le toponyme rivière Lestage a été officialisé le 5 décembre 1968 à la Commission de toponymie du Québec.